# Kasakhstan
Kasakhstan (kasakhisk: Қазақстан, tr. Qasaqstan, russisk: Казахстан, tr. Kazakhstan), officielt Republikken Kasakhstan (kasakhisk: Қазақстан Республикасы, tr. Qazaqstan Respwblikası; russisk: Республика Казахстан, tr. Respublika Kazakhstan) er et land i både Europa og Centralasien. Det grænser op til Rusland, Kina, Turkmenistan, Kirgisistan og Usbekistan, og har kystlinje mod det Kaspiske Hav. Indbyggertallet er 20 mio. hvoraf ca. 63 % er kasakhere, resten er diverse mindretal. Landet har et areal på 2.717.300 km² og er dermed verdens 9. største land. Hovedstaden hed oprindeligt Astana, der betyder hovedstad, men 2019 skiftede den navn til Nur-Sultan efter landets første præsident Nursultan Nazarbajev, men ændrede det tilbage til Astana i september 2022.
Kasakhstan består af flade områder, stepper, taigaer (sibirsk skovland), stejle dalstrøg, åse, deltaer og sneklædte bjerge, og ørkener. Landet er tyndt befolket, og befolkningstætheden er mindre end seks personer per kvadratkilometer. Kasakhstan er etnisk og kulturelt mangeartet, delvis på grund af masseforflytninger af flere etniske grupper til landet i Stalin-tiden.

## Naturgeografi
Der er stor topografisk variation inden for Kasakhstan. Det meste af landet ligger mellem 200 og 300 moh, men langs kysten af Det Kaspiske Hav findes nogle af de lavest beliggende landområder på Jorden. Det højeste punkt, Khan Tengri-bjerget i Tian Shan-kæden, er 7010 meter højt. Mange af toppene i bjergkæderne Tian Shan og Altaj er snedækkede året rundt, og smeltevand herfra er kilde til de fleste af Kasakhstans større vandløb.
9,4 % af landområdet i Kasakhstan består af blandet steppe og skov eller skovløs steppe, primært i de nordlige dele og i området rundt om Uralfloden. Mere end tre fjerdedele af landet, herunder hele det vestlige område og størstedelen af det sydlige, er enten halvørken (33,2 %) eller ørken (44 %). Terrænet her er bart og eroderet, med store sandklitter i ørkenerne Kyzylkum og Mujunkum.

## Demografi
Det amerikanske folketællingsbureaus internationale database angiver Kasakhstans nuværende befolkning til 16.763.795 indbyggere, mens Forenede Nationers kilder som Verdensbanken giver beregning for 2002 på 14.794.830. Den sidste tiårsfolketælling, som blev holdt mellem 28. februar og 6. marts 2009, gav et resultat på 16.004.800 mennesker registrerede i Kasakhstan.
Etniske kasakhere udgør 63 % af befolkningen, etniske russere 23,7 % og tatarer 12 % med en rig fordeling af mange andre grupper, især ukrainere, usbekere, hviderussere, uighurere, aserbajdsjanere, polakker,, og litauere. En del minoriteter, som etniske tyskere som tidligere var bosat i Rusland, især volgatyskere, og ukrainere, koreanere, kurdere, tjetjenere, meskhetiske tyrkere, og russiske politiske systemkritikere, der blev deporteret til Kasakhstan i 1930'erne og 1940'erne; en del større arbejdslejre (Gulag) oprettedes i landet.
Der skete også en betydelig russisk indvandring i forbindelse med Jomfrulandplanen og det sovjetiske rumfartsprogram under Khrusjtsjov-tiden. Det var også et lille, men aktivt jødisk samfund. Før 1991 var der en million tyskere i Kasakhstan, men de fleste af dem fik lov til at udvandre til Tyskland efter, at Sovjetunionen gik i opløsning. De fleste medlemmer af den lille minoritet af pontiske grækere er udvandret til Grækenland. I slutningen af 1930-tallet blev de tusinder af koreanere i Sovjetunionen deporteret til Centralasien. De er i dag kendt som Koryo-saram.
Større byer er:
- Almaty (Alma-Ata)
- Astana (Akmola)
- Atyrau
- Qaraghandy (Karaganda)
- Kostanay
- Semej
- Zjeskasgan

I henhold til officielle folketællinger i sovjettiden var befolkningssammensætningen i Kasakhstan følgende:
| Folk                | 1959      | 1970       | 1979       |
| ------------------- | --------- | ---------- | ---------- |
| Kasakhere           | 2.787.000 | 4.234.000  | 5.289.000  |
| Russere             | 3.972.000 | 5.522.000  | 5.991.000  |
| Andre slaviske folk | 868.000   | 1.131.000  | 1.079.000  |
| Andre folk          | 1.667.000 | 2.122.000  | 2.325.000  |
| I alt               | 9.295.000 | 13.009.000 | 14.684.000 |

### Sprog
Kasakhstan er et tosproget land: kasakhisk, der tales af 64,4 % af befolkningen, har status som nationalt sprog eller «statssprog», mens russisk, som tales af næsten alle, er erklæret som «officielt» sprog, og bliver rutinemæssigt benyttet i forretningslivet Engelsk er blevet populært blandt de unge efter, at Sovjetunionen blev opløst, og 30 % af de, der bor i storbyerne, særlig de yngre, taler rimeligt godt engelsk. Et andet udenlandsk sprog, som er mere eller mindre populært, er tyrkisk på grund af Tyrkiets umiddelbare nærhed og lighed med kasakhisk.
I 1990'erne skete en udvandring af mange af landets russiske og volgatyske indbyggere, en proces, der begyndte i 1970'erne. Dette bidrog stærkt til i at gøre indfødte kasakhere til flertallet i befolkningen foruden, at disse også havde en højere fødselsrate og desuden voksede ved indvandring af etniske kasakhere fra Kina, Mongoliet og Rusland.

### Religion
Kasakhstan har religionsfrihed, og mange forskellige trosformer er repræsenterede i landet. Ved folketællingen i 2009, sagde 70,2% at de var muslimer, 26,6% kristne, 0,1% buddhister, 0,2% andre religioner (mest jøder) og 2,8% ikke-troende; 0,5% valgte ikke at svare.
Der er meget få kristne, som ikke er fra de slaviske eller tyske etniske grupper 

## Historie
I det meste af sin historie har området, som udgør nutidens Kasakhstan, været beboet af nomadiske stammer i det mindste tilbage til 900-tallet. I 1456 etableredes et selvstændigt khanat, Kasakh-khanatet, i det nuværende Kasakhstan, hvilket bestod frem til 1731. Russerne begyndte at trænge ind på de kasakhiske stepper i 1700-tallet, og ved midten af 1800-tallet var hele Kasakhstan blevet en del af Det russiske kejserdømme. Russerne koloniserede området i 1800-tallet som et led i det store spil mod Storbritannien. Livegenskabet i Rusland blev afskaffet 1861, hvorefter mange russiske og ukrainske bønder flyttede ind i Kasakhstan på områder tildelt dem af centralregeringen. Kasakhstan blev i 1868 erklæret som del af det russiske rige. Kasakherne gjorde oprør mod den russiske dominans flere gange, blandt andet i 1916 hvor op imod 150.000 mennesker myrdedes, men hvor man derefter formåede at holde stand mod Den Røde Hær til 1920, da landet blev en del af Russiske SFSR.
Efter afslutningen af den russiske revolution i 1917 og den efterfølgende borgerkrig blev området Kasakhstan reorganiseret flere gange: først oprettedes Kirgisiske ASSR (autonome socialistiske sovjetrepublik) inden for Russiske SFSR i 1920, men denne byttede navn til Kasakhiske ASSR i 1925, da kasakherne officielt blev udskilt fra kirgiserne, og det område, som tidligere havde heddet Karakirgisiske autonome område i 1924 blev omdøbt til Kirgisiske ASSR. Områdets hovedstad fra 1920, Orenburg, blev med tiden afstået af republikken og dannede en russisk oblast; ny hovedstad blev Alma-Ata, en fjernt beliggende provinsstad mod sydøst. En alvorlig hungersnød ramte landet 1931-1933 og bevirkede en nedgang i befolkningen fra henved 4 millioner til omkring 2,5 millioner. Kasakhstan blev en sovjetrepublik, Kasakhiske SSR, den 5. december 1936. Kasakhstan blev mål for flere sovjetiske deportationer, især efter 2. verdenskrig blev krimtatarer, polakker, tjetjenere, volgatyskere og andre tvangsforflyttet til republikken. Desuden blev flere stalintro politikere deporteret dertil efter diktatorens død i 1953, deriblandt hans efterfølger Georgij Malenkov. I løbet af 1900-tallet var Kasakhstan område for flere større sovjetiske projekter, herunder Jomfrulandplanen under Nikita Khrusjtsjov, Bajkonur-kosmodromen (verdens største og ældste fungerende raketbase) og Semipalatinsk testområde, Sovjetunionens hovedområde for test af atomvåben.

## Politik
Kasakhstan erklærede selvstyre den 25. oktober 1990 og efter Sovjetunionens sammenbrud erklærede landet sig selv uafhængigt den 16. december 1991 som den sidste af de sovjetiske republikker. Lederen fra kommunisttiden, Nursultan Nazarbayev, blev landets nye præsident. Landet blev medlem af FN den 2. marts 1992. Den 30. august 1995 indførtes en ny forfatning og i december samme år dannedes et nyt parlament med to kamre, og parlamentsvalg blev afholdt. Præsidenten startede i 1997 et gigantisk projekt for at flytte hovedstaden fra Almaty i landets sydøstlige del til Nur-Sultan (som byggedes op næsten fra grunden), beliggende på steppen i nord nærmere landets geografiske centrum. Nazarbajev genvalgtes 2005 for yderligere 7 år som præsident, og igen i 2011 (efter en forfatningsændring i 2010), denne gang for 4 år, samt atter i 2015. I marts 2019 trådte Nazarbajev tilbage som Præsident efter 29 år ved magten. Han blev efterfulgt af Kassym-Jomart Tokayev, som genvandt embedet med omkring 71% af stemmerne, dog med flere større demonstrationer i de større byer.
Den 8. januar 2006 trådte store dele af regeringen tilbage af ukendte årsager.
Siden 1991 har Kasakhstan tilstræbt en afbalanceret udenrigspolitik og arbejdet for at udvikle landets økonomi, særlig olie- og gasindustrien. Mens landets økonomiske udsigter er blevet stadig bedre, har præsident Nazarbayev opretholdt streng kontrol over landets politik. Landets internationale prestige er langsomt forbedret Landet er i dag anset som en dominerende stat i Central-Asien. Kasakhstan er medlem af mange internationale organisationer, blandt andet FN, NATOs Samarbejde for fred, det postsovjetiske Forbund af uafhængige stater, og Shanghai-gruppen. I 2010 havde Kasakhstan formandskabet i OECD.

## Politik og administration

### Administrativ inddeling
Kasakhstan er inddelt i 14 regioner, kaldet oblaster (kasakhisk: облыстар), som igen er opdelt i rajoner (distrikter) (kasakhisk: аудандар, russisk: районы), svarende til danske kommuner,
| \| Oblast \| Hovedstad \| Areal (km.²) \| Befolkning \| \| --------------- \| ----------- \| ------------ \| ---------- \| \| Akmola \| Kokshetau \| 121 400 \| 0,829 000 \| \| Aktobe \| Aktobe \| 300 600 \| 0,661 000 \| \| Almaty(1) \| Almaty \| 000,324,8 \| 1 226 300 \| \| Almaty oblast \| Taldykorgan \| 224 000 \| 0,860 000 \| \| Astana(1) \| Nursultan \| 000,710,2 \| 0,600 200 \| \| Atyrau \| Atyrau \| 118 600 \| 0,380 000 \| \| Bajkonur(2) \| Bajkonur \| 000,057 \| 0,070 000 \| \| Øst-Kasakhstan \| Öskemen \| 283 300 \| 0,897 000 \| \| Karagandy \| Karagandy \| 428 000 \| 1 287 000 \| \| Kostanay \| Kostanay \| 196 000 \| 0,975 000 \| \| Kyzylorda \| Kyzylorda \| 226 000 \| 0,590 000 \| \| Mangystau \| Aktau \| 165 600 \| 0,316 847 \| \| Nord-Kasakhstan \| Petropavl \| 123 200 \| 0,586 000 \| \| Pavlodar \| Pavlodar \| 124 800 \| 0,851 000 \| \| Syd-Kasakhstan \| Shymkent \| 118 600 \| 1 644 000 \| \| Vest-Kasakhstan \| Oral \| 151 300 \| 0,599 000 \| \| Zhambyl \| Taraz \| 144 000 \| 0,962 000 \| | Kasakhstans provinser |              |            |
| Oblast | Hovedstad             | Areal (km.²) | Befolkning |
| Akmola | Kokshetau             | 121 400      | 0,829 000  |
| Aktobe | Aktobe                | 300 600      | 0,661 000  |
| Almaty(1) | Almaty                | 000,324,8    | 1 226 300  |
| Almaty oblast | Taldykorgan           | 224 000      | 0,860 000  |
| Astana(1) | Nursultan             | 000,710,2    | 0,600 200  |
| Atyrau | Atyrau                | 118 600      | 0,380 000  |
| Bajkonur(2) | Bajkonur              | 000,057      | 0,070 000  |
| Øst-Kasakhstan | Öskemen               | 283 300      | 0,897 000  |
| Karagandy | Karagandy             | 428 000      | 1 287 000  |
| Kostanay | Kostanay              | 196 000      | 0,975 000  |
| Kyzylorda | Kyzylorda             | 226 000      | 0,590 000  |
| Mangystau | Aktau                 | 165 600      | 0,316 847  |
| Nord-Kasakhstan | Petropavl             | 123 200      | 0,586 000  |
| Pavlodar | Pavlodar              | 124 800      | 0,851 000  |
| Syd-Kasakhstan | Shymkent              | 118 600      | 1 644 000  |
| Vest-Kasakhstan | Oral                  | 151 300      | 0,599 000  |
| Zhambyl | Taraz                 | 144 000      | 0,962 000  |

- (1) Byerne Almaty og Astana har status som "statslige vigtige byer" og er administrativt ikke underlagt en oblast.
- (2) Byen Bajkonur har speciel status, da byen er udlejet til Rusland som en del af raketbasen Bajkonur-kosmodromen indtil 2050.

Hver oblast ledes af en "akim" (guvernør), af arabisk hakim, udpeget af præsidenten. Kasakhstans regering flyttede hovedstaden fra Almaty til Astana d. 10. december 1997.

## Erhvervsliv
Kasakhstan er den største republik i Centralasien fra det tidligere Sovjetunionen, og har store mængder af fossilt brændsel og forskellige mineraler. Efter, at Sovjetunionen gik i opløsning, indtrådte der en økonomisk krise i området, men regeringen fik gennemført økonomiske reformer, og Kasakhstan har nu en stabil økonomi. Den tidligere fattigdom er formindsket, hovedsagelig på grund af olie, men endnu lever omkring 19 % af befolkningen i yderste fattigdom.
Kasakhstan og Kina startede et samarbejde om at bygge en olieledning fra Det Kaspiske Hav til Kina, og dette projekt blev færdigt i 2006 (kendt som Atasu-Alashankou-ledningen). Kasakhstan regnes nu som det rigeste land i Centralasien og har et banksystem, som ligner dem i Østeuropa.
| Økonomiske nøgletal         | Værdi         | % af BNP | År, kilde           |
| --------------------------- | ------------- | -------- | ------------------- |
| BNP                         | 77,2 mrd US$  |          | 2006, Verdensbanken |
| BNP (vækst) (Verdensbanken) | 9,40 %        |          | 2005, UNDP          |
| Forbrugerpriser             | 7,50 %        |          | 2004, UNDP          |
| Arbejdsløshed               | 8,0 %         |          | 2004, UN Statistics |
| Handelsbalance              | 5,05 mrd US$  |          | 2005, UNDP          |
| Betalingsbalance            | -0,72 mrd US$ |          | 2005, UNDP          |
| Udviklingshjælp             | 0,19 mrd US$  |          | 2005, UNDP          |
| BNP per indb.               | 3.783 US$     |          | 2005, UNDP          |